# 柳沼ボデー工場
有限会社柳沼ボデー工場（やぎぬまボデーこうじょう）は、栃木県宇都宮市に本社を置き、自動車の整備・修理や家畜運搬車の製造・販売を手掛けている企業。

## 概要
1937年に創業し、1959年に法人へ改組。創業以来トラックやバスの整備や修理を手掛けていたが、長年にわたるトラックボディやバス、特殊車両など様々な業務用車両の修理経験を活かして2019年にトラックボディの製造・販売事業に進出した
、最初に手がけたのはウィングボディで、これをきっかけにその後の製造・販売事業の主力である家畜運搬車の製造を2021年に開始した。
栃木県は畜産と酪農が盛んだが家畜運搬車を製造する会社は県内にはなく、従来は東北や北海道の会社に発注していたが納車まで3年以上であった背景があり、顧客からの強い要望で、家畜運搬車の製造に乗り出した。最初の1台は一部部品を木製にして床フロアを他社から購入したが、他社購入だと納期が読めなくなるので、2台目からは完全に自社製造とし、家畜の糞尿やそれらの清掃による腐食対策で床をステンレス製無塗装に、縦根太・横根太をアルミ製に、屋根は家畜の暑さ寒さ対策や雹対策のため冷凍車など使用する断熱パネルをそれぞれ使用するなど耐久性の向上を図っている。

## 沿革
- 1937年 - 創業。
- 1959年 - 法人へ改組。
- 2019年 - トラックボディの製造・販売事業を開始。
- 2021年 - 家畜運搬車の製造・販売を開始。